# Marquesado de Grañina
El marquesado de Grañina es un título nobiliario español creado por el rey Felipe V el 7 de agosto de 1711 a favor de Jerónimo Miguel Dávila y Ursúa, hijo de García José Dávila Ponce de León, I señor de Grañina, por cesión de su tío Bartolomé Leandro Dávila. Su nombre se refiere al pago de Grañina, situado en el municipio andaluz de El Puerto de Santa María, en la provincia de Cádiz, que en época andalusí fue una aldea y alquería (también existía una mezquita).
Este señorío fue elevado a Marquesado el 18 de julio de 1714 por el mismo monarca.

## Señores de Grañina
- García José Dávila Ponce de León, I señor de Grañina. Se casó con Rosa de Ursúa y Lasso de la Vega (hija de Miguel Manuel de Ursúa y Egues, II conde de Gerena, y Ana María Lasso de la Vega, hija a su vez del II conde de Puertollano). Les sucedió su hijo:
- Jerónimo Miguel Dávila y Ursúa, II señor de Grañina y I marqués de Grañina.

## Marqueses de Grañina
- Jerónimo Miguel Dávila y Ursúa, I marqués de Grañina. Caballero fundador de la Real Maestranza de Caballería de Granada, en 1686. Le sucedió su hermano:
- Miguel Dávila y Ursúa, II marqués de Grañina. Se casó en primeras nupcias con Ana de Madariaga-Bucareli y Ursúa (hija del IV marqués de la Torre de la Presa y hermana del III marqués de Vallehermoso y V conde de Gerena) y en segundas nupcias con María Vicenta de Salcedo-Beaumont y Elío (hija del III conde de Gómara y la X señora de Valtierra). Les sucedió su hija:
- Josefa Rosa Dávila y Salcedo, III marquesa de Grañina. Se casó con Manuel María Cárdenas Verdugo Ponce de León y Castilla, miembro de la Real Academia de Bellas Artes de San Fernando (1763).[4] Les sucedió su hijo:
- Francisco Javier Cárdenas y Dávila, IV marqués de Grañina y V conde de Gómara. Se casó con María de la Soledad Villavicencio y Castejón. Les sucedió su nieto:
- Francisco Javier de Cárdenas y Orozco-Villavicencio (1813-1890), V marqués de Grañina y VI conde de Gómara, hijo de Manuel Cárdenas y Villavicencio –hijo del IV marqués de Grañina– y Juana María Orozco y Bernuy. Se casó con María del Carmen Pérez de Barradas y Bernuy (1828-1901), hija del IX marqués de Peñaflor y VII marqués de Cortes de Graena. Era hermano de María de los Dolores Cárdenas y Orozco (1809-1881), que contrajo matrimonio en 1835 con Joaquín Arias de Saavedra y Araoz, VII marqués del Moscoso y XV conde de Castellar. Sin descendencia, les sucedería su sobrina:
- María de la Estrella Arias de Saavedra y Cárdenas, VI marquesa de Grañina, hermana de Rafael María Arias de Saavedra y Cárdenas de Araoz (1842-1906), VII conde de Gómara.
- Francisco Javier Fernández de Córdoba y Arias de Saavedra, VII marqués de Grañina.
- Gonzalo Fernández de Córdoba y Topete (1917-2015), VIII marqués de Grañina, XV marqués de Valparaíso (GdE). Casó en 1954 con María de las Mercedes Delgado y Durán (1934-2019), hija de Manuel Delgado y Jiménez (1905-1975) y de María Durán y Lázaro.[5]
- Francisco de Borja Fernández de Córdoba y Delgado, IX marqués de Grañina.[6]